# 内德·普莱斯

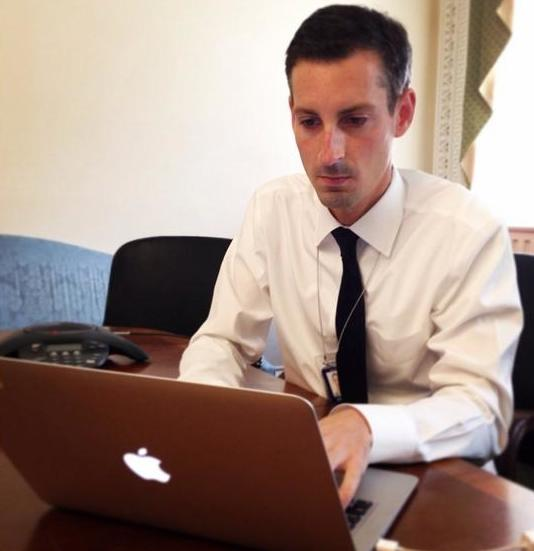
內德·普萊斯在美国白宫内实时更新博客（摄于2014年）

愛德華·內德·普萊斯（英語：Edward "Ned" Price，1982年11月22日—）是美国政治顾问和情报官员，毕业于乔治城大学和哈佛大学。他於2021年至2023年間担任美國國務院發言人。 普莱斯曾于2006年至2017年期间在中央情报局工作。2017年2月20日，他在《华盛顿邮报》上发表了一篇文章，概述了其决定从中央情报局辞职而拒绝为特朗普政府工作。 这篇文章在当时的美国社会引发了极大的争议。

## 早年境况
內德·普萊斯在美国德克萨斯州的达拉斯长大，高中毕业于德克萨斯圣马可学校。 他现在依旧是德克萨斯圣马可学校学生报纸《评论报（The ReMarker）》的贡献成员，并继续以监督角色参与他们的年度露营活动。
普萊斯随后以进入乔治城大学沃尔什外事学院进修国际关系学，并以最优等成绩毕业。 据报道，他选择这个研究领域是为了在毕业后加入中央情报局。后来，他获得了哈佛大学肯尼迪政府学院的硕士学位，并在那里他获得了公共服务奖学金和优秀论文奖。

## 职业生涯
內德·普萊斯在职业生涯早期曾担任情报分析师，其工作重点在于检测和破坏可能针对美国及其利益的恐怖袭击。
2013年，《琼斯母亲》引用了普莱斯为中央情报局资助气候变化研究的辩护，面对共和党的反对，称这是“浪费资源”。
他在中央情报局的职业生涯后期，被借调到国家安全委员会，担任该机构的发言人和巴拉克·奥巴马总统的特别助理。普莱斯在 2018 年出版的《白宫西厢：来自奥巴马白宫里逐梦者、变革者和创想者的故事》一书中讨论了他在奥巴马总统手下工作的经历。

## 个人生活
内德·普莱斯是马丁·刘易斯·普莱斯（Martin Lewis Price）和伊丽莎白·莎拉·雷格（Elizabeth Sarah Reger）的儿子。
他也是一名公开身份的男同性恋者，也是首位担任美国国务院发言人的LGBTQ+人士。